# Vladimir Mateevici Bahmetiev
Vladimir Mateevici Bahmetiev (în rusă Владимир Матвеевич Бахметьев n. 14 august [S.V. 2 august] 1885 - d. 16 octombrie 1963) a fost un scriitor sovietic rus, reprezentant al realismului socialist.
Din 1909 este membru al Partidului Social-Democrat al Muncii din Rusia.
Ca apreciere a activității sale, a fost decorat cu Ordinul Lenin.
Încă din tinerețe a participat la mișcarea revoluționară, lucru reflectat și în nuvelele și povestirile sale, care de asemenea ilustrează și viața maselor populare, momente din istoria revoluționară rusă, eroismul compatrioților în cele două Războaie Mondiale și schimbările aduse de comunism.

## Scrieri
- 1914: Potopul uscat
- 1915: Aliona
- 1928: Crima lui Martîn, roman, cea mai importantă operă a sa.

1. ↑  Czech National Authority Database, accesat în 1 martie 2022